# Ciprian Porumbescu (wieś)
Ciprian Porumbescu – wieś w Rumunii, w okręgu Suczawa, w gminie Ciprian Porumbescu. W 2011 roku liczyła 1840 mieszkańców.